# Weinzierl am Walde
Weinzierl am Walde é um município da Áustria localizado no distrito de Krems-Land, no estado de Baixa Áustria.